# Naphtha
Naphtha (/ˈnæpθə/ hoặc /ˈnæfθə/) là một hỗn hợp hydrocarbon lỏng dễ cháy
Các hỗn hợp có tên là naphtha được sản xuất từ khí tự nhiên ngưng tụ, sản phẩm chưng cất dầu mỏ, và chưng cất nhựa than đá và than bùn.
Trong các ngành và khu vực khác nhau, naphtha cũng có thể là dầu thô hoặc các sản phẩm tinh chế như dầu hỏa. Tinh thể khoáng, còn được gọi là "naphtha" trong lịch sử, không phải là một hóa chất giống naphtha hiện nay
Nephi và naphthar đôi khi được sử dụng thay thế lẫn nhau. Ở Úc nó còn được gọi là Shellite.